# بارسیونت
بارسیونت (به فرانسوی: Barcillonnette) یک کمون (فرانسه) در فرانسه است که در canton of Barcillonnette واقع شده‌است. بارسیونت ۱۹٫۵۱ کیلومتر مربع مساحت دارد ۸۳۰ متر بالاتر از سطح دریا واقع شده‌است.